# Є (книгарня)
Книгарня «Є» — українська мережа книгарень, заснована 2007 року. Засновником є австрійська компанія «ECEM Media GmbH», що є також фундатором журналу «Український тиждень». В ЄДРПОУ засновниками вказано Романа Цуприка і Юлію Олійник, що є також фундаторами журналу «Український тиждень».
Першу книгарню відкрито в Києві 21 грудня 2007 року (вул. Лисенка, 3). Станом на червень 2024 року діяли 62 книгарні в 20 регіонах України. Зокрема у Києві (25), Львові (6), Івано-Франківську (3),Вінниці (3), Хмельницькому (3), Ужгороді (2), Чернівцях (2), Тернополі (2), Рівному (2) Дніпрі, Черкасах, Харкові, Володимирі, , Вишневому, Білій Церкві, Житомирі, Калуші, Мукачево, Полтаві, Луцьку, Сумах, Запоріжжі, Чернігові, Кропивницькому, Слов'янську та Одесі. Також працює інтернет-магазин.

## Особливості та діяльність

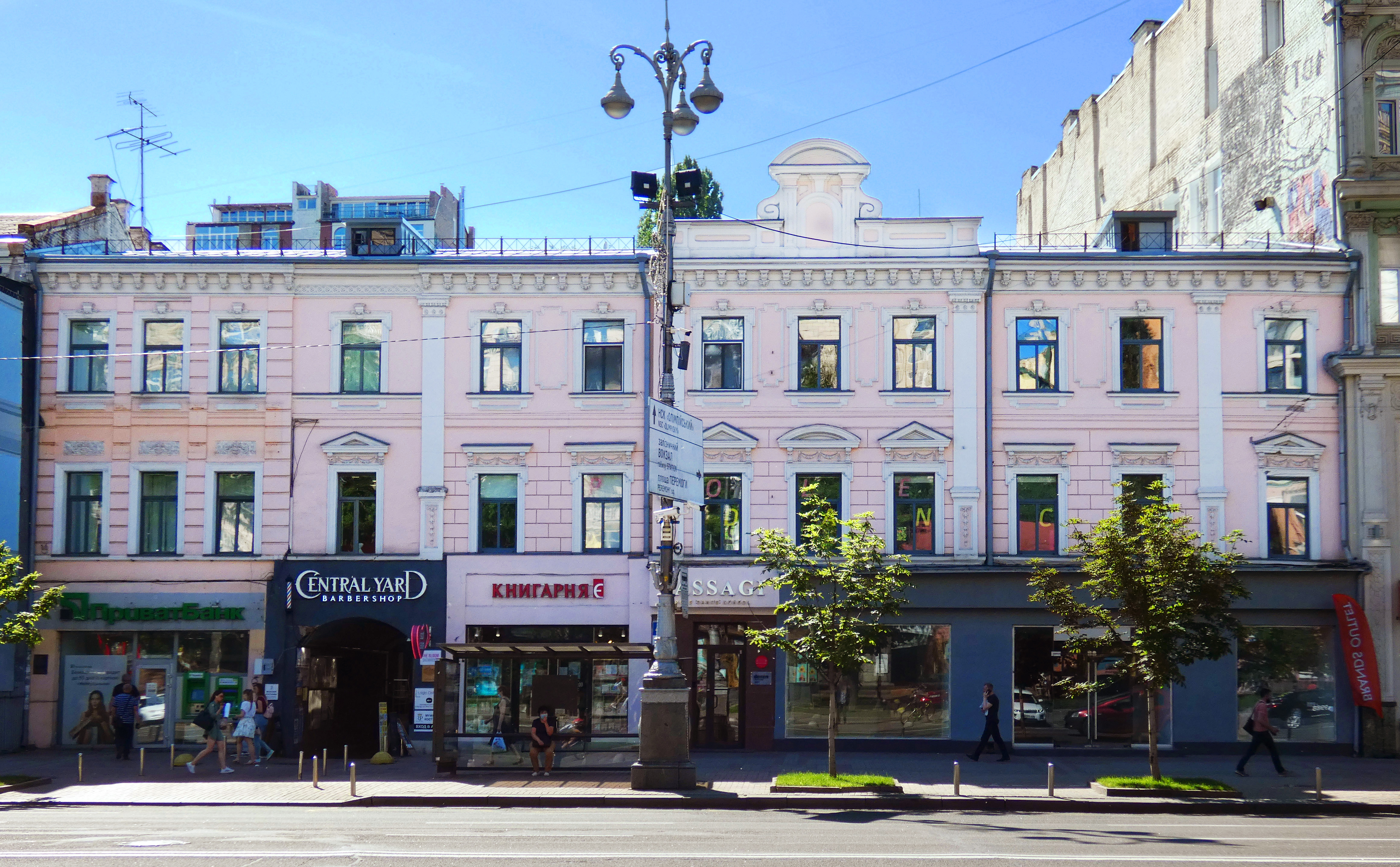
«Книгарня Є» на Хрещатику, 46 (2017—2020)

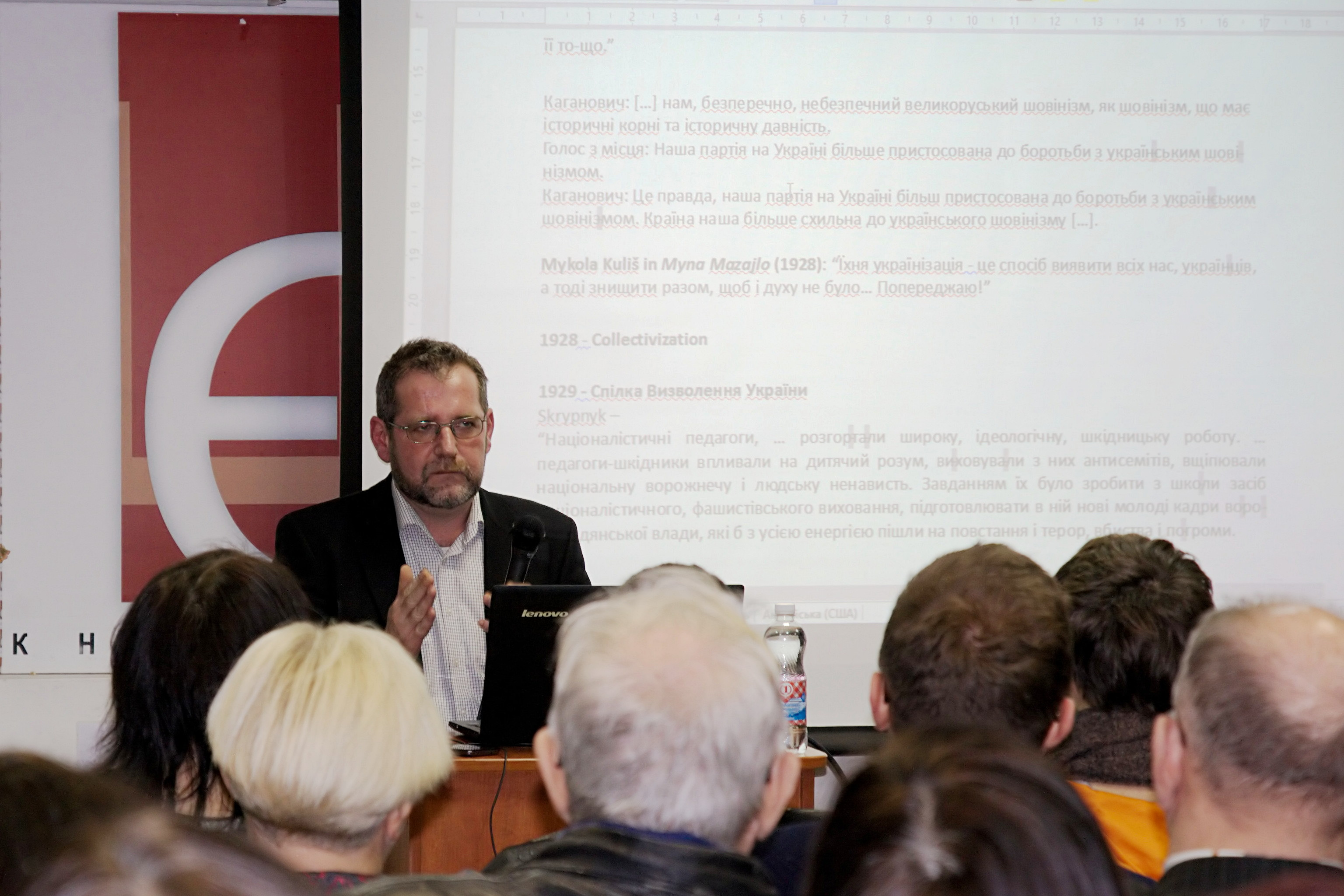
Міхаель Мозер на лекції у Києві, лютий 2016

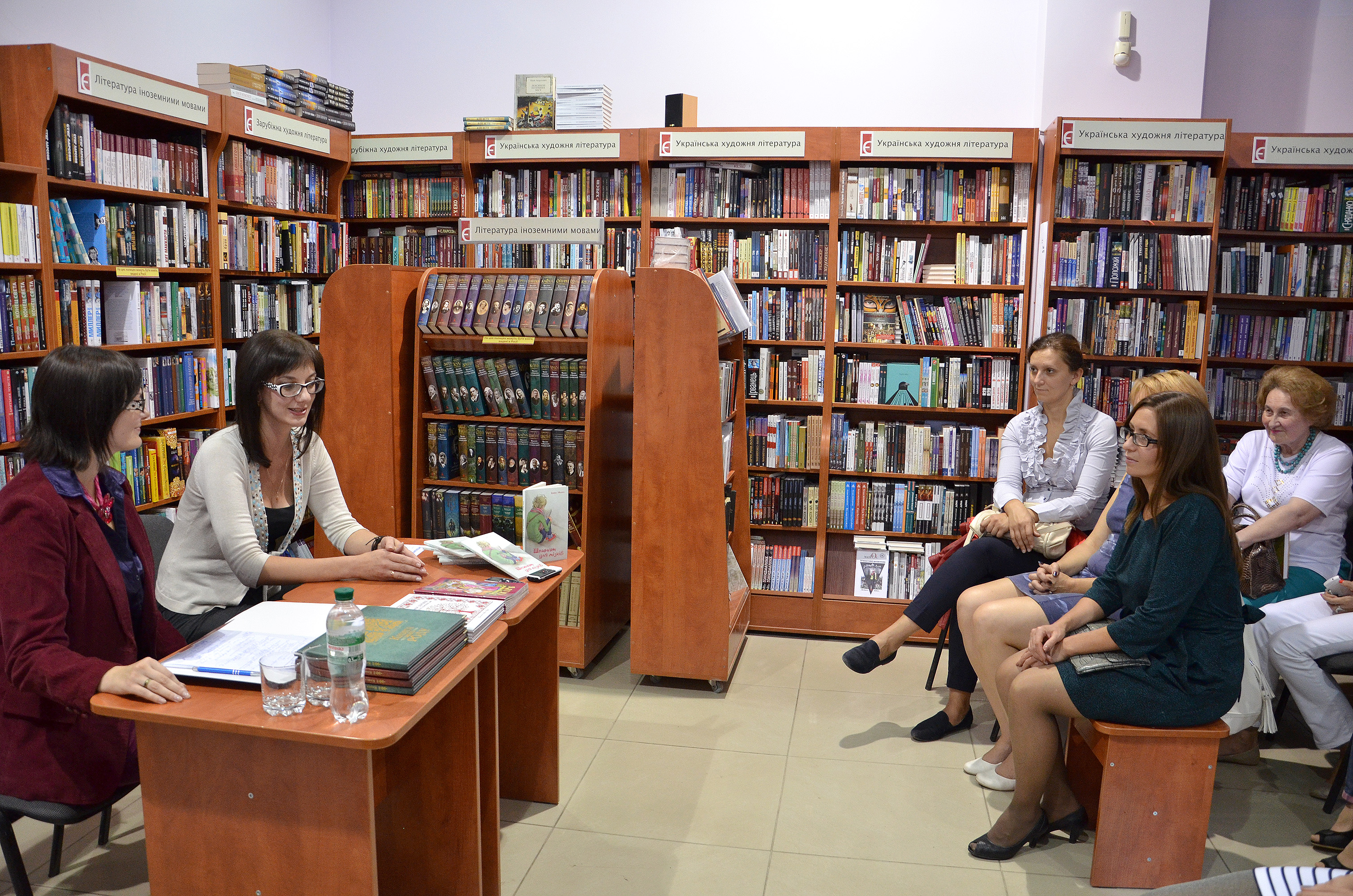
Презентація книжки Ірини Мацко «Шпинат для мізків» в Тернополі, вересень 2015

Книгарня орієнтується на україномовні книги, асортимент в основному україномовний, є книги різних жанрів. Книги іноземними мовами (польською, англійською, французькою тощо) вміщено на окремих стелажах та сторінках сайту. У книгарнях проводяться культурні зустрічі: презентації книг, круглі столи, літературні читання, дитячі заходи. 2023 року відкрито 22 магазини. 

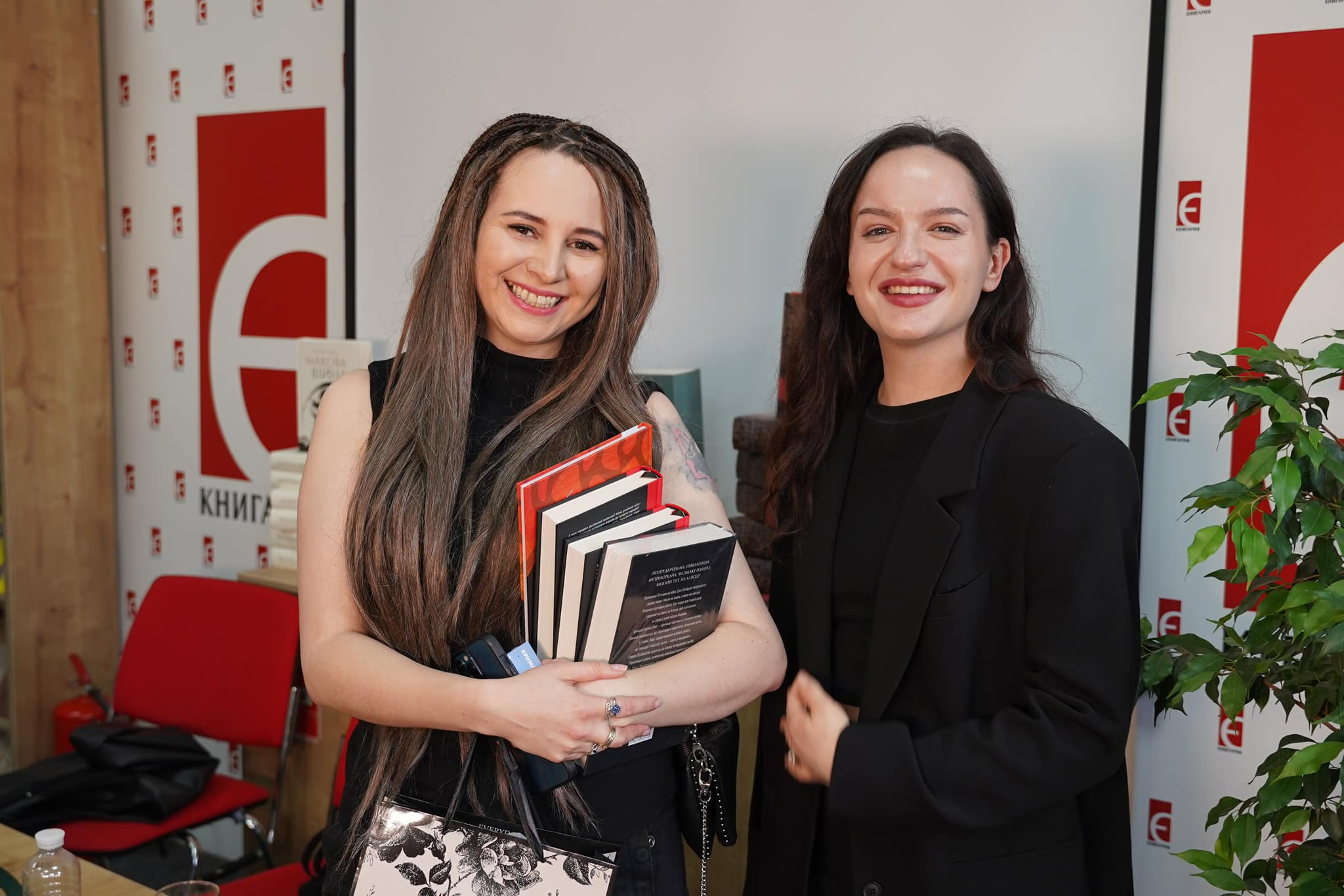
Емма Антонюк та Алла Малкін на 15-й «Різниці Є» у львівській книгарні

Першу книгарню мережі відкрито 21 грудня 2007 року в Києві (вул. Лисенка, 3). Менш ніж за рік книгарня набула репутації магазину з найбільшим вибором українських книг, приємним сервісом (місця для читання, Wi-Fi), а також стала відома як місце культурних зустрічей — презентацій книжок, круглих столів, літературних читань, дитячих заходів. В книгарні швидко оселилась київська інтелектуальна спільнота.
Мережа співпрацює із понад 500 великими і малими видавництвами. Перша книгарня наразі одна з найбільших і може запропонувати читачам до 20 000 книг. На сайті — близько 25 000 найменувань. І це практично всі україномовні видання, що є на ринку.

## Проєкти
«Різниця Є» — проєкт Емми Антонюк, блогерки та популяризаторки читання, у "Книгарні «Є». Місія проєкту полягає в наповненні українськомовною літературою спустошених прифронтових бібліотек, а також тих, де майже не лишилося книжок після декомунізації. Емма Антонюк проводить публічну бесіду із запрошеним гостем, а замість квитка відвідувачі купують для проєкту дві книги на власний вибір. Долучитися можна й онлайн: при купівлі книжок для проєкту на сайті Книгарні «Є» користувачі отримають закрите посилання на відеозапис розмови на пошту.
22 лютого 2024 року кожен магазин мережі став пунктом зробу книг для військових на передову у межах проєкту «Книга на фронт», що реалізується Культурний Десант за підтримки Міністерства культури та інформаційної політики.
Охочі можуть прийти до магазину та обрати книгу для подарунку захисникам.
«Своя полиця» — проєкт «Книгарні Є» з підтримки сучасної української літератури.
Проєкт працює в напрямках:
1. щорічна літературна премія для жанрових романів
2. щомісячні дискусії з авторами та зустрічі для письменників
3. формування спільноти

## Критика
У вересні 2020 книгарню почали критикувати через те, що мережа почала продавати російські книжки. Зокрема, алгоритми сайту відображали російськомовні книжки перед україномовними в інтернет-магазині.

## Нагороди
- 2008 року на 15-му Форумі видавців у Львові Книгарню «Є» названо найкращою книгарнею України та книгарнею року[9].